# Championnat d'Océanie de football des moins de 20 ans 1985
Navigation
Papouasie-Nouvelle-Guinée 1982 Nouvelle-Zélande 1986
Le championnat d'Océanie de football des moins de 20 ans 1985 est la cinquième édition du championnat de l'OFC des moins de 20 ans qui a eu lieu à Sydney en Australie du 15 au 24 février 1985. L'équipe d'Australie, titrée il y a 3 ans, remet son titre en jeu. Le vainqueur une qualification automatique pour la prochaine Coupe du monde des moins de 20 ans, qui aura lieu en Union soviétique en 1985, sans avoir à passer par le barrage intercontinental. Pour la première fois, Israël et Taiwan prennent part à la compétition.

## Équipes participantes
- Australie - Organisateur et tenant du titre
- Nouvelle-Zélande
- Israël
- Fidji
- Papouasie-Nouvelle-Guinée
- Taïwan

## Résultats
Les 6 équipes participantes sont réparties en une poule unique où chaque équipe rencontre ses adversaires une fois. À l'issue des rencontres, le premier de la poule se qualifie pour la Coupe du monde.
|   | Équipe                    | Pts | J | G | N | P | BP | BC | Diff |
| - | ------------------------- | --- | - | - | - | - | -- | -- | ---- |
| 1 | Australie                 | 10  | 5 | 5 | 0 | 0 | 20 | 4  | +16  |
| 2 | Israël                    | 7   | 5 | 3 | 1 | 1 | 15 | 6  | +9   |
| 3 | Nouvelle-Zélande          | 6   | 5 | 3 | 0 | 2 | 21 | 9  | +12  |
| 4 | Taïwan                    | 4   | 5 | 2 | 0 | 3 | 7  | 12 | -5   |
| 5 | Fidji                     | 3   | 5 | 1 | 1 | 3 | 9  | 12 | -3   |
| 6 | Papouasie-Nouvelle-Guinée | 0   | 5 | 0 | 0 | 5 | 2  | 31 | -29  |

| 15 février 1985 | Fidji            | 5  | 1 | Papouasie-Nouvelle-Guinée |
|                 | Israël           | 3  | 1 | Taïwan                    |
|                 | Australie        | 2  | 1 | Nouvelle-Zélande          |
| 17 février 1985 | Israël           | 6  | 0 | Papouasie-Nouvelle-Guinée |
|                 | Nouvelle-Zélande | 4  | 1 | Taïwan                    |
|                 | Australie        | 6  | 1 | Fidji                     |
| 20 février 1985 | Nouvelle-Zélande | 11 | 0 | Papouasie-Nouvelle-Guinée |
|                 | Israël           | 0  | 0 | Fidji                     |
|                 | Australie        | 3  | 0 | Taïwan                    |
| 22 février 1985 | Taïwan           | 2  | 1 | Fidji                     |
|                 | Israël           | 4  | 2 | Nouvelle-Zélande          |
|                 | Australie        | 6  | 0 | Papouasie-Nouvelle-Guinée |
| 24 février 1985 | Taïwan           | 3  | 1 | Papouasie-Nouvelle-Guinée |
|                 | Nouvelle-Zélande | 3  | 2 | Fidji                     |
|                 | Australie        | 3  | 2 | Israël                    |

- L'Australie se qualifie pour la Coupe du monde des moins de 20 ans.

## Sources et liens externes
- (en) Feuilles de matchs et infos sur RSSSF